# Jean-Baptiste Henri Lacordaire

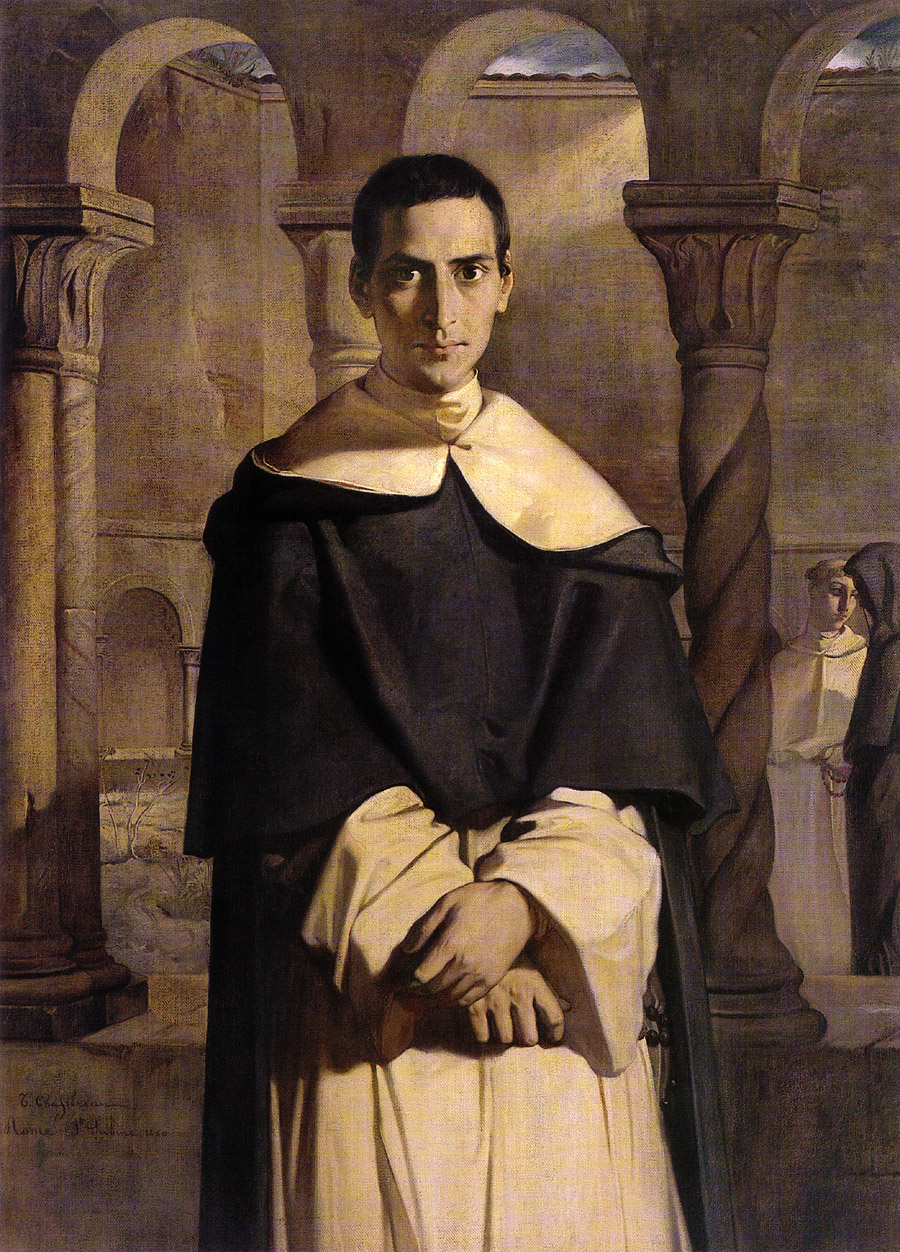
Henri-Dominique Lacordaire en el convento de Sainte-Sabine en Roma, por Théodore Chassériau (1840), Museo de Louvre.

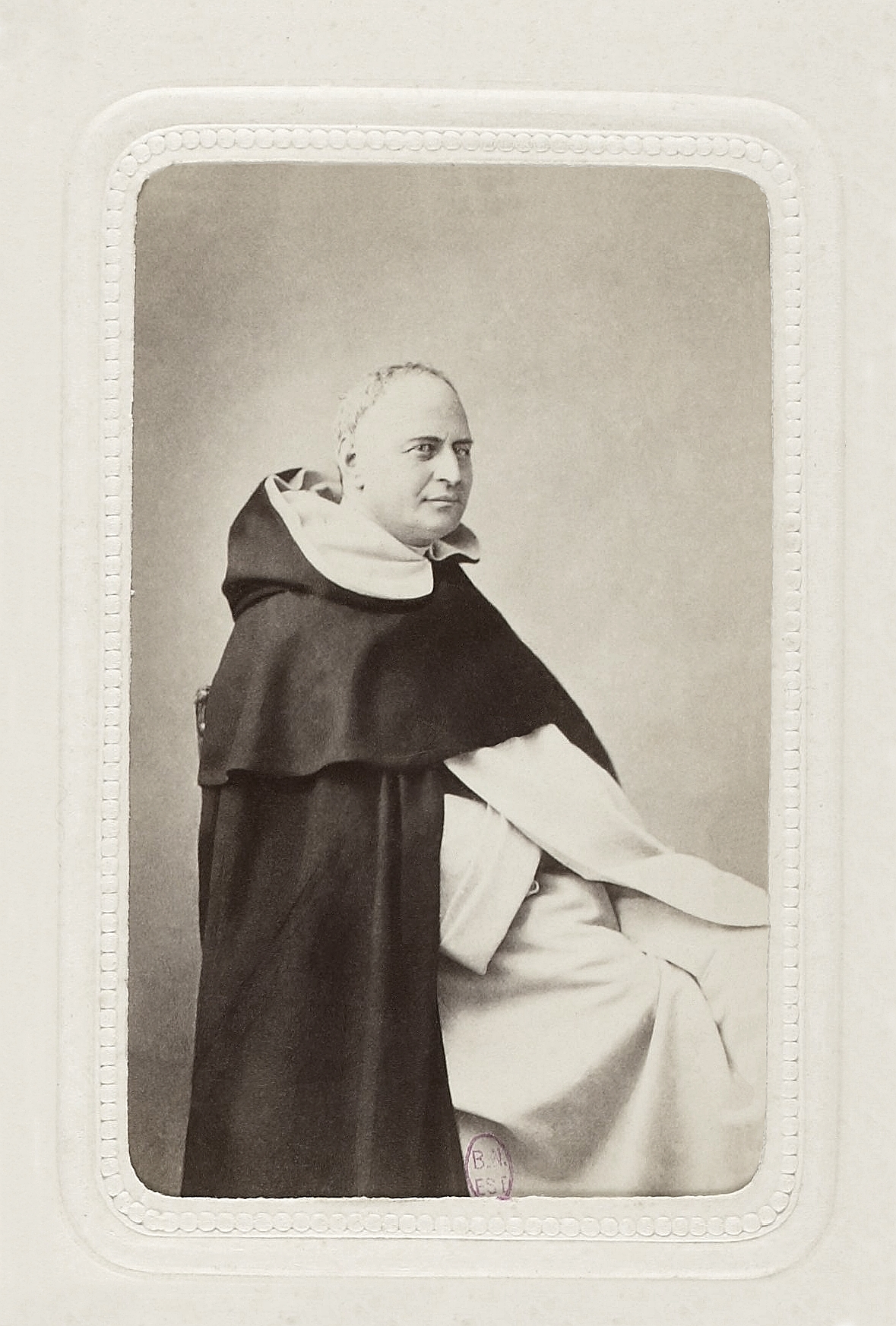
Lacordaire, ca.1855

Jean-Baptiste Henri Lacordaire O.P. (Recey-sur-Ource, 12 de mayo de 1802-Sorèze, 21 de noviembre de 1861) fue un eclesiástico, predicador, periodista, teólogo y activista político francés. Restableció la Orden Dominicana en la Francia posrevolucionaria. Lacordaire tenía fama de ser el mejor orador de púlpito del siglo XIX.

## Primeros años y educación
Hijo de un médico de la marina francesa, Henri Lacordaire nació el 12 de mayo de 1802 en Recey-sur-Ource (Côte-d'Or) y criado en Dijon por su madre, Anne Dugied, hija de un abogado del Parlamento de Borgoña que enviudó a una edad temprana, cuando su marido murió en 1806. Henri tenía tres hermanos, uno de los cuales era el entomólogo Jean Théodore Lacordaire. Aunque se crio como católico, su fe decayó durante sus estudios en el Dijon Lycée. Luego pasó a estudiar derecho. Se distinguió en oratoria en la Sociedad de Estudios de Dijon, un círculo político y literario de la juventud realista de la ciudad. Allí descubrió las teorías ultramontanas de Bonald, de Maistre y Félicité de Lamennais. Bajo su influencia, perdió lentamente su entusiasmo por los enciclopedistas y Rousseau, aunque mantuvo un vínculo con el liberalismo clásico y los ideales revolucionarios de 1789.
En 1822 partió hacia París para completar su formación jurídica. Aunque legalmente era demasiado joven para defender casos, se le permitió hacerlo y argumentó con éxito varios en el Tribunal de lo Penal, lo que atrajo el interés del gran abogado liberal Berryer. Sin embargo, se aburrió y se sintió aislado en París y en 1824 volvió a abrazar el catolicismo y pronto decidió convertirse en sacerdote.
Gracias al apoyo de Monseigneur de Quélen, el Arzobispo de París, quien le concedió una beca, comenzó a estudiar en el Seminario de  Saint-Sulpice en Issy en 1824 por las objeciones de su madre y amigos. En 1826 continuó esta educación en París, que en general fue mediocre. Escribió más tarde que: "Quienes recuerdan haberme observado en el seminario saben que varias veces han tenido la tentación de llamarme loco". Su experiencia en el seminario inspiró la novela Volupté de Sainte-Beuve.
En Saint-Sulpice, se reunió con el cardenal Rohan-Chabot, más tarde arzobispo de Besançon, quien le aconsejó unirse a la Compañía de Jesús. Sin embargo, después de largas vacilaciones por parte de sus superiores, logró ser ordenado sacerdote de la arquidiócesis de París el 22 de septiembre de 1827. Fue designado para una modesta posición como capellán de un convento de monjas de la Orden de la Visitación. Al año siguiente, fue nombrado segundo capellán del Lycée Henri-IV. Esta experiencia lo convenció de la inevitable descristianización de la juventud francesa educada en instituciones públicas.

## Lamennais, Montalembert,L'Aveniry el catolicismo liberal

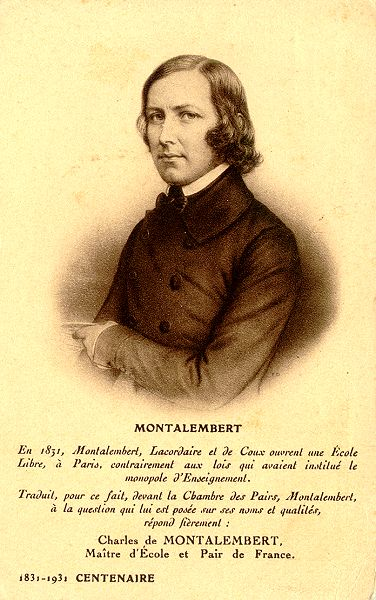
Charles Forbes René de Montalembert

Desanimado, cuando el Obispo John Dubois de Nueva York llegó a París para reclutar misioneros para los Estados Unidos, Lacordaire se ofreció como voluntario y se le concedió el permiso, pero los acontecimientos revolucionarios de 1830 lo mantuvieron en Francia. Visitó al Padre Hugues Felicité Robert de Lamennais. Lacordaire se había resistido durante mucho tiempo a las opiniones del padre Lamennais, uno de los principales intelectuales preocupados por la juventud católica francesa, pero en mayo de 1830, Lamennais lo convirtió a su versión liberal del ultramontanismo, es decir, la adhesión a la autoridad universal absoluta. del papado en oposición a las ideas nacionalistas y secularistas.
Él, Lamennais, Olympe-Philippe Gerbet, y el joven vizconde Charles de Montalembert, que se convirtió en uno de sus amigos más cercanos, se aliaron con la Revolución de julio. Exigieron la aplicación integral de la Carta de 1830 y expresaron su apoyo a las revoluciones liberales extranjeras en Polonia, Bélgica e Italia. Juntos lanzaron el periódico L'Ami de l'Ordre (precursor del actual L'Avenir) el 16 de octubre de 1830, cuyo lema era "Dieu et la Liberté!" ("¡Dios y la libertad!"). En ese contexto mayoritariamente anticlerical y revolucionario, la revista buscó sintetizar el ultramontanismo y el liberalismo para reconciliar las aspiraciones democráticas y el catolicismo romano.
El 7 de diciembre de 1830, los editores de "L'Avenir" articularon sus demandas de la siguiente manera:
Pedimos en primer lugar la libertad de conciencia o la libertad de religión universal plena, sin distinción como sin privilegio; y en consecuencia, en lo que nos toca a los católicos, por la total separación de iglesia y estado... esta necesaria separación, sin la cual no existiría para los católicos libertad religiosa, implica, en parte, la supresión del presupuesto eclesiástico, y lo hemos reconocido plenamente; por otra parte, la absoluta independencia del clero en el orden espiritual... Así como hoy no puede haber nada religioso en la política, no debe haber nada político en la religión.
Sus otras demandas incluían la libertad de prensa, la libertad de asociación y la extensión del sufragio electoral.
Además, respaldaron la libertad de educación. Lacordaire creía que el control estatal de la educación comprometía la instrucción religiosa, especialmente en las universidades, y que la mayoría de los estudiantes perdían la fe al dejar la escuela. Estaba en contra del monopolio gubernamental de las universidades y se opuso a Montalivet, el ministro de educación pública y fe. El 9 de mayo de 1831, Lacordaire y Montalembert abrieron una escuela gratuita, rue des Beaux-Arts, que la policía cerró dos días después. En un juicio que tuvo lugar frente a la Chambre des Pairs (Cámara de Pares), Lacordaire se defendió, pero no pudo evitar el cierre permanente de la escuela.
Fue especialmente vehemente al exigir la separación de la Iglesia y el Estado. Con este fin, llamó a los sacerdotes franceses a rechazar el salario que les pagaba el gobierno, abogando por la adopción de la pobreza apostólica por parte del clero. El 15 de noviembre de 1830 se expresaba: "Somos acosados por nuestros enemigos, por los que nos tienen por hipócritas o imbéciles, y por los que están persuadidos de que nuestra vida depende del dinero... La libertad no se da, se se toma." Estas demandas, junto con numerosos ataques contra los obispos designados por el nuevo gobierno, a quienes caracterizó como ambiciosos y serviles, provocaron un escándalo en el episcopado francés, que era en gran parte galicano (es decir, conciliarista, nacionalista, monárquico, afirmando la autoridad del episcopado local y oponiéndose al absolutismo papal) y conservador. La virulencia de "L'Avenir", y particularmente de Lamennais y Lacordaire, incitó a los obispos franceses a formar un tribunal contra los editores del periódico. Lamennais y Lacordaire pasaron enero de 1831 ante el tribunal y obtuvieron una absolución triunfal.
Los editores de "L'Avenir" fundaron en diciembre de 1830 la Sociedad General para la defensa de la libertad religiosa. "L'Avenir" fue suspendido por sus fundadores el 15 de noviembre de 1831 mientras Lacordaire, Lamennais y Montalembert, los "Peregrinos de la Libertad", iban a Roma a recurrir al Papa Gregorio XVI, a quien esperaban presentar un disertación compuesta por Lacordaire. Confiados al principio, pronto se desilusionaron por la acogida reservada con que fueron recibidos. El 15 de agosto de 1832, el Papa, sin nombrarlos, condenó sus ideas en la encíclica Mirari Vos, sobre todo sus demandas de libertad de conciencia y libertad de prensa. Incluso antes de esta condena, Lacordaire se distanció de sus compañeros y regresó a París donde retomó sus funciones como capellán en el Convento de las Visitaciones.
El 11 de septiembre publicó una carta de sumisión al juicio del Papa. Luego utilizó con éxito toda su fuerza de persuasión para convencer a Montalembert, que al principio se mostró recalcitrante, de que lo imitara en su sumisión. En 1834 también desafió a Lamennais, quien en lugar de aceptar lo que vio como el absolutismo reaccionario de Roma, renunció públicamente a su sacerdocio y publicó "Les Paroles d'un Croyant" (Palabras de un creyente), una polémica republicana vociferante contra el orden social establecido. denunciando lo que ahora veía como la conspiración de reyes y sacerdotes contra el pueblo. El Papa Gregorio respondió rápidamente, llamando al nuevo libro de Lammenais "pequeño en tamaño, pero inmenso en perversidad". Promulgó la encíclica "Singulari Nos" (15 de julio de 1834) condenando su contenido. La mayoría de los comentaristas ven este episodio como un aplastamiento efectivo de la expresión abierta de las ideas modernistas en los círculos católicos, al menos hasta el papado de León XIII al final del siglo. Lacordaire, por su parte, se distanció aún más de Lammenais, expresó su decepción por las consecuencias de la Revolución de 1830 y proclamó su continua fidelidad a la Iglesia de Roma. Condenó el orgullo de Lamennais y lo acusó de protestantismo, acusándolo de haber querido poner la autoridad del género humano por encima de la de la Iglesia.

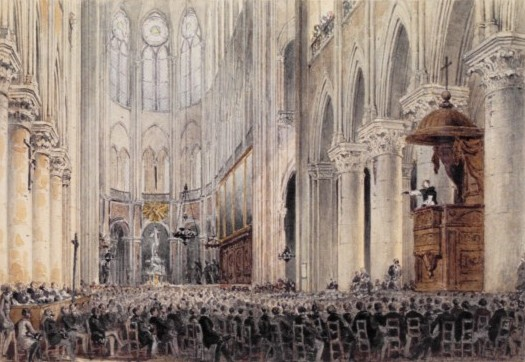
Lacordaire predicando sus Conferencias de Cuaresma desde el púlpito elevado de la Catedral de Notre-Dame, París, 1845.

## Predicando
En enero de 1833 conoció a Madame Swetchine, quien se convertiría en una importante influencia moderadora para él. Era una rusa convertida al catolicismo que tenía un salón famoso en París que Montalembert, el Conde de Falloux y Lamennais también frecuentaban. . Desarrolló una amistosa relación filial con ella a través de una extensa correspondencia.
En enero de 1834, animado por el joven Frédéric Ozanam, fundador de la Sociedad de San Vicente de Paúl (una organización benéfica), el padre Lacordaire inició una serie de conferencias en el Collège Stanislas. Esto tuvo un gran éxito, incluso más allá de sus alumnos. Su énfasis temático en la libertad provocó a sus críticos, quienes lo acusaron de pervertir a la juventud. Lacordaire tenía fama de ser el mejor orador de púlpito del siglo XIX. La predicación de Lacordaire no era tanto penitencial como un ejercicio de apologética. Demostró que se podía ser ciudadano francés y católico. Las conferencias fueron un gran éxito.
Monseñor de Quélen, arzobispo de París, pidió a Lacordaire que predicara un ciclo de Cuaresma en 1835 en la Catedral de Notre-Dame de París, como parte de las Conferencias de Notre-Dame especialmente dirigidas a la catequesis de la juventud cristiana, que se habían inaugurado en a instancias de su amigo Ozanam. La primera conferencia de Lacordaire tuvo lugar el 8 de marzo de 1835 y fue recibida con gran aclamación. El acto social de su día, asistieron 6.000 personas. Debido a este éxito inmediato, se le pidió que predicara nuevamente al año siguiente. Según Thomas Bokenkotter, las Conferencias de Notre Dame de Lacordaire, "... resultó ser uno de los eventos más dramáticos de la historia de la iglesia del siglo XIX".
Entre los que asistieron a sus sermones de Cuaresma en 1836 estaba Marie-Eugénie de Jésus de Milleret. El encuentro con Lacordaire marcó un punto de inflexión en su vida y el inicio de un camino espiritual que la llevaría finalmente a fundar las Religiosas de la Asunción. En una carta escrita a Lacordaire años más tarde, recordó: "Tus palabras me dieron una fe que a partir de ahora nada podría sacudir".
Pero en 1836, después de un éxito tan considerable, todavía era objeto de crecientes ataques a su postura teológica. De repente, su madre murió. Lacordaire, consciente de la necesidad de continuar sus estudios teológicos, se retiró a Roma para estudiar con los jesuitas. Allí publicó su "Carta sobre la Santa Sede" en la que reafirmaba con vigor sus posiciones ultramontanas, insistiendo en el primado del romano pontífice, "único y permanente depositario, órgano supremo del Evangelio, y fuente sagrada de la comunión universal". Este texto entró en conflicto con el arzobispo de París, Monseigneur Quélen, que era un galicano sincero.

## Restablecimiento de la Orden Dominicana en Francia

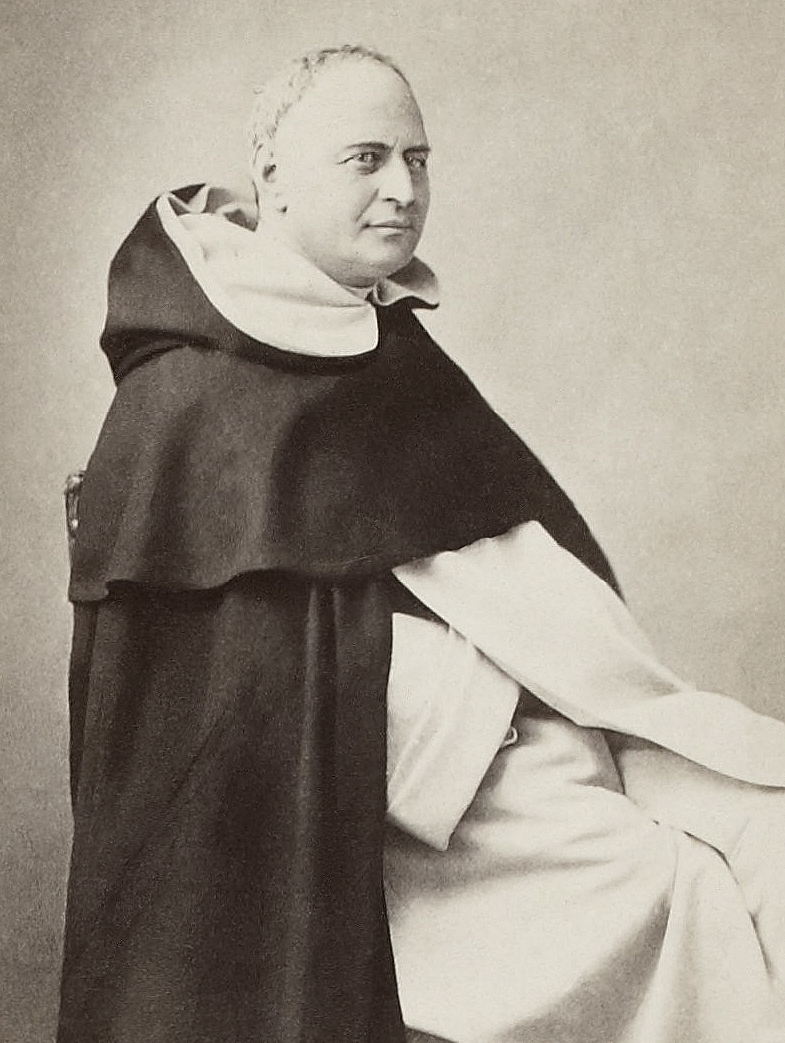
Lacordaire, ca.1855

En 1837, viendo el ejemplo de la Guéranger restauración de los Benedictinos, Lacordaire decidió entrar en la Orden Dominicana a pesar de la pérdida de ciertas libertades personales que eso supondría, y re- establecer los dominicos en Francia.
El Papa Gregorio XVI y el maestro general de los dominicos, Padre Ancarani, apoyaron su plan, proporcionando este último el convento romano de Santa Sabina para servir como noviciado para los dominicos franceses. En septiembre de 1838, Lacordaire regresó a Francia para identificar candidatos para el noviciado y apoyo financiero y político. Publicó un elocuente anuncio en la revista L'Univers. Sostuvo que las órdenes religiosas eran compatibles con los principios de la Revolución, particularmente por la estructura democrática de los dominicanos. Representó el voto de pobreza como una aplicación radical de las ideas revolucionarias de égalité y fraternité.
El 9 de abril de 1839, Lacordaire se unió formalmente a los dominicos en el convento de Santa María sopra Minerva en Roma y recibió el nombre de Domingo. Hizo sus votos perpetuos el 12 de abril de 1840. En 1841 regresó a Francia vistiendo el hábito dominicano ilegal. El 14 de febrero de 1841, predicó en París en Notre-Dame (Notre Dame de París). Luego fundó varios conventos, comenzando en Nancy en 1843. En abril de 1844, Lacordaire obtuvo permiso para comprar el antiguo monasterio de cartujos de Notre-Dame de Châlais y establecer un noviciado dominicano. El pintor religioso Hyacinthe Besson fue nombrado primer maestro de novicios. En 1849 estableció una casa de estudios en París. También ejerció una influencia importante sobre Jean-Charles Prince y Joseph-Sabin Raymond, dos canadienses que llevaron la Orden Dominicana a Canadá.
En 1850, la Provincia Dominicana de Francia se restableció oficialmente bajo su dirección y fue elegido superior provincial, pero el Papa Pío IX nombró a Alexendre Jandel, un opositor filosófico de Lacordaire, vicario general de la orden. Jandel sostuvo una interpretación severa de las constituciones medievales dominicanas y se opuso a la visión más liberal de Lacordaire. Una disputa sobre el establecimiento de las horas de oración en los prioratos estalló en 1852. Lacordaire prefirió la aplicación laxa del horario en deferencia a otras funciones como la predicación y la enseñanza. En 1855 el Papa apoyó a Jandel nombrándolo maestro general de la Orden. Lacordaire, tras un tiempo sin funciones administrativas, fue reelegido jefe de la provincia francesa en 1858.

## Años finales
Tanto las controversias políticas como las disputas dentro del orden dominicano empañaron los últimos años de Lacordaire. Durante mucho tiempo hostil a la Monarquía de julio, apoyó la Revolución de 1848. Con Frédéric Ozanam y el abad Maret, lanzó un periódico, L'Ère Nouvelle (La Nueva Era), para hacer campaña por los derechos de los católicos bajo el nuevo régimen. Su programa mezcló la defensa de la libertad de conciencia y educación del catolicismo liberal tradicional con el catolicismo social de Ozanam. Lacordaire fue elegido miembro de la Assemblée Nationale de la región de Marsella. Favoreciendo a la República, se sentó en el extremo izquierdo de la Assemblée, pero renunció el 17 de mayo de 1848, tras los disturbios de los trabajadores y la invasión de la Assemblée Nationale por los manifestantes el 15 de mayo. Prefirió retirarse antes que tomar partido en lo que esperaba sería una guerra civil entre partidarios extremos. Cuando L'Ère Nouvelle respaldó políticas cada vez más socialistas, dejó la dirección del periódico el 2 de septiembre, sin dejar de apoyarlo.
Encontró las Leyes de Falloux una decepción a pesar de su intento de establecer un grado de libertad para la educación secundaria católica. Opuesto a la elección de Louis-Napoléon Bonaparte (Napoleón III de Francia), Lacordaire condenó su golpe de Estado del 2 de diciembre de 1851. Se retiró de la vida pública, y más tarde explicó: "Había llegado mi hora de desaparecer con los demás. Muchos católicos siguieron otra línea, y apartándose de todo lo que habían dicho y hecho, se lanzaron con ardor ante el poder absoluto. Este cisma que yo No quiero en absoluto llamar aquí una apostasía, siempre ha sido para mí un gran misterio y una gran tristeza".
En cuasi-jubilación, se dedicó a la educación de la juventud según lo permitido por las Leyes de Falloux. En julio de 1852 aceptó la dirección de una escuela en Oullins, cerca de Lyon, luego un papel similar en la escuela de Sorèze en Tarn en 1854. Finalmente, el 2 de febrero de 1860, fue elegido miembro del Académie française, ocupando el asiento de Alexis de Tocqueville, cuyo elogio había pronunciado. Su elección representó una protesta de la Académie y de los simpatizantes católicos contra Napoleón III, que había accedido a permitir que los estados italianos de Florencia, Midena, Parma y Bolonia se retiraran de los Estados Pontificios y se aliaran con el Piamonte independiente. Animado por los opositores del Régimen Imperial, apoyado por Montalembert y Berryer, estuvo de acuerdo en que no criticaría la intervención de Napoleón III en la política italiana. Por lo tanto, su recepción en la Académie no fue controvertida.
Por esta época pronunció su famoso epitafio: "J'espère mourir un religieux pénitent et un libéral impénitent". ("Deseo morir como un religioso penitente y un liberal impenitente").
Lacordaire solo se sentó una vez en la Académie. Murió a la edad de 59 años el 21 de noviembre de 1861 en Sorèze (Tarn) y fue enterrado allí.

### Recepción moderna
El catolicismo liberal propagado por Lacordaire y otros fue visto negativamente por la Santa Sede. En Mirari vos (1832) el Papa condenó la libertad de prensa y la reivindicación de la libertad de conciencia de los católicos: 'Esta vergonzosa fuente de indiferentismo da lugar a esa proposición absurda y errónea que pretende que la libertad de conciencia debe ser mantenida para todos. Esparce la ruina en los asuntos sagrados y civiles, aunque algunos repiten una y otra vez con la mayor desfachatez que de ella se deriva alguna ventaja para la religión.
La encíclica posterior Singlari Nos de 1834 convocó a Lamennais y sus seguidores a renunciar a las opiniones radicales que desarrolló contra las soberanías temporales y espirituales. Esta hostilidad se desarrolló al mismo tiempo que se definió el dogma de la infalibilidad papal (1870).
La visión hostil del catolicismo liberal disminuyó en el tiempo del Segundo Concilio Vaticano. Cuando el Papa Pablo VI promulgó la encíclica Dignitatis Humanae, la iglesia permitió la afirmación de que los humanos tienen derecho a tener libertad de conciencia y libertad de religión, pero como un derecho a la inmunidad de coacción, y sin cambiar la doctrina tradicional de la Iglesia. La erudición y la literatura católicas modernas tienden a verse más favorables al movimiento l'Avenir y las opiniones del catolicismo liberal.
Los estudios recientes sobre la historia de la iglesia del siglo XIX tienden a centrarse más en los amplios desarrollos del catolicismo liberal y los desarrollos que rodean al Concilio Vaticano II. En el Concilio se confirmó la separación entre Iglesia y Estado y la libertad de conciencia. Lacordaire y los exmiembros de L'avenir ahora son reconocidos como parte de una corriente intelectual más grande a la que los estudios recientes prestan más atención.

## Trabajos
Su publicación más influyente fue una colección de sus Conférences de Nôtre Dame de Paris.
- "Eloges funèbres" (Antoine Drouot, Daniel O'Connell y Mgr Forbin-Janson)
- "Lettre sur le Saint-Siège"
- "Considérations sur le système philosophique de M. de Lamennais"
- "De la liberté d'Italie et de l'Eglise"
- "Conferences" (tr. vol. I only, London, 1851)
- "Dieu et l'homme" in "Conférences de Notre Dame de Paris" (tr. London, 1872)
- "Jésus-Christ" (tr. London, 1869)
- "Dieu" (tr. London, 1870)[2]
- Henri Perreyve, ed., Cartas, 8 vols. (1862), trad. Derby, 1864, edición revisada y ampliada. Londres, 1902

Lacordaire, Vida de (Foisset, 2 vols.)
Lacordaire, Vida de (d'Aussonville)
Lacordaire orador y monje (Beaudé)
Lacordaire: Vida de Santa María Magdalena